# JEAG 4618
JEAG 4618-2005は、「鋼板コンクリート構造耐震設計技術指針 建物・構築物編」といい、原子力規格委員会が制定した技術指針のことである。

## 概要
原子力発電所の耐震設計は、従来から原子力規格委員会が制定したJEAG4601により制定されていた。しかし、その中では、鉄筋コンクリート構造や鉄骨構造の設計法が触れられているのみであった。このため、鋼板コンクリート構造を原子力発電所に用いる際の設計法をまとめたのが本指針である。